# 雞籠灣

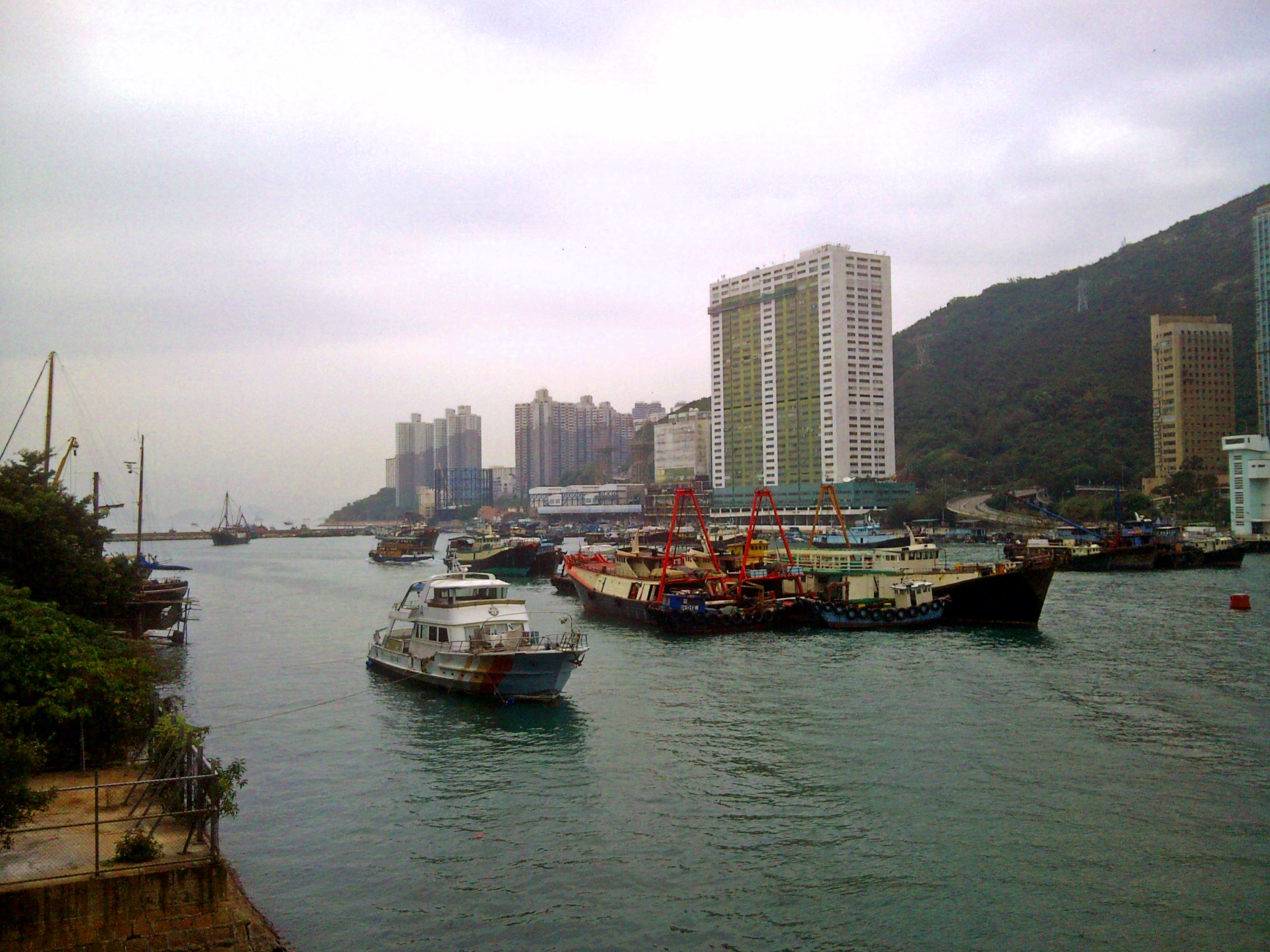
雞籠灣至田灣海旁沿岸

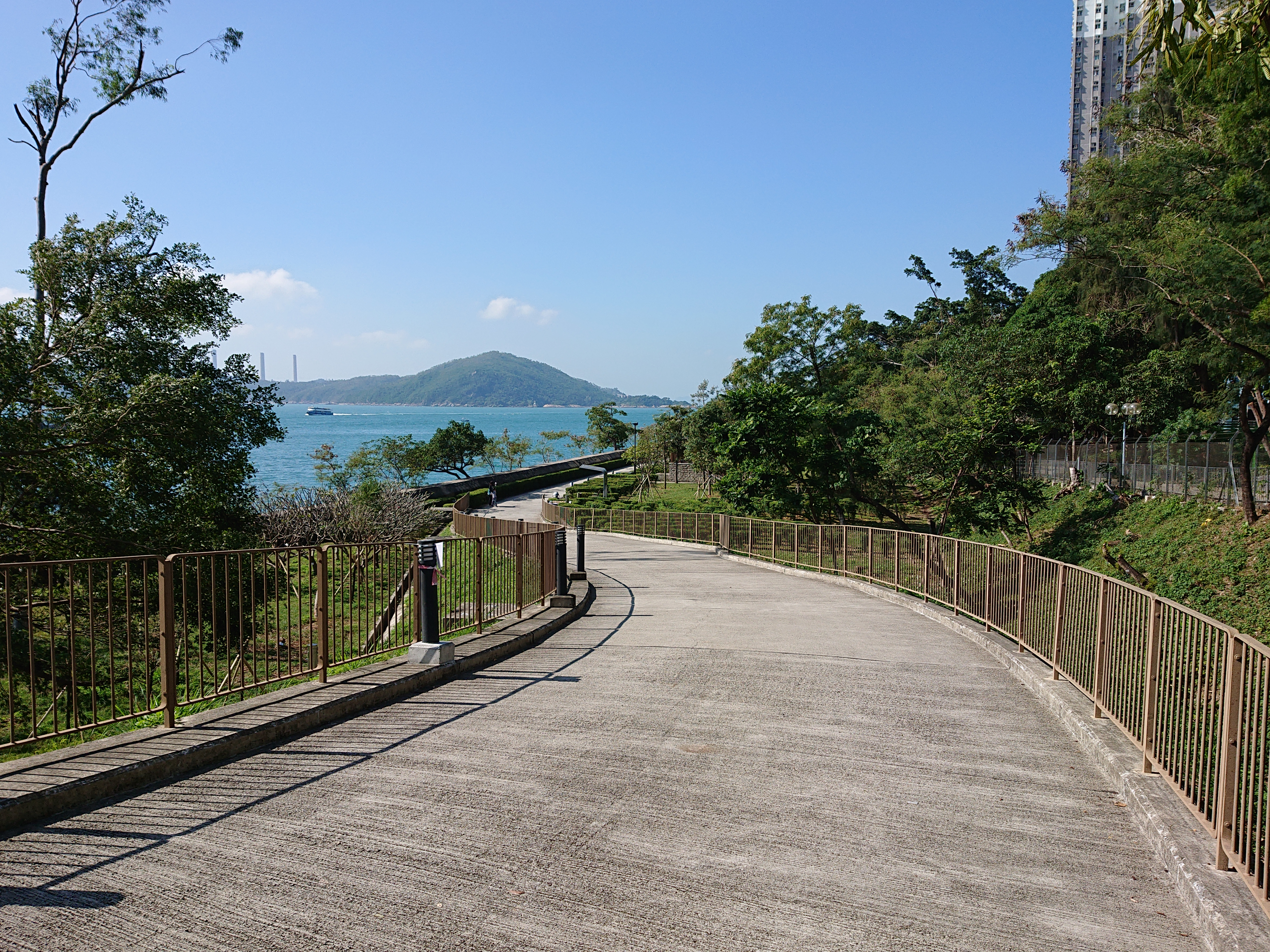
雞籠灣的四號幹線堅尼地城至香港仔段預留位置，現闢作「南堤綠徑」海濱公園

雞籠灣（英語：Kellett Bay，又名雞籠環、奇力灣）是香港的一個海灣，位於香港島西南部，毗鄰瀑布灣，附近有雞籠環村及雞籠灣墳場，現址已成為華富邨及華貴邨的所在地。

## 歷史
雞籠灣因為地形像一個雞籠一樣，因而得名。而英文名則得名自英國皇家海軍測量工程師奇力。
香港開埠後該處被開闢為華人公共墳場，並修築域多利道由西環通往墳場，即其後的雞籠灣墳場。香港日治時期該處成為了亂葬崗，很多遭日軍殺害的市民都葬於該處。1956年香港政府決定將公共墳場遷往和合石和沙嶺，同時遷走的還有九龍半島何文田、老虎岩（今樂富）、馬頭圍和秀茂坪等地的墓穴。1963年雞籠灣獲當時的香港屋宇建設委員會選中，興建廉租公共房屋，命名為華富邨，並於1968年正式落成。1980年代為興建公共房屋華貴邨及居屋嘉隆苑，政府正式遷拆石排灣道旁的雞籠環村，並在該處進行填海工程。

## 著名地點
- 華富邨
- 華貴邨
- 嘉隆苑
- 香港免疫學研究院
- 薄扶林消防總局
- 雞籠灣墳場 （已拆卸）

## 交通

### 主要交通幹道
- 薄扶林道
- 域多利道

## 區議會議席分佈
為方便比較，以下列表以域多利道由域多利道、數碼港道交界至域多利道、薄扶林道、石排灣道交界及沿石排灣道至華富道交界以南為範圍。
| 年度/範圍 | 2000-2003              | 2004-2007              | 2008-2011              | 2012-2015              | 2016-2019              | 2020-2023              |
| --------- | ---------------------- | ---------------------- | ---------------------- | ---------------------- | ---------------------- | ---------------------- |
| 華富邨    | 華富一選區及華富二選區 | 華富一選區及華富二選區 | 華富一選區及華富二選區 | 華富一選區及華富二選區 | 華富南選區及華富北選區 | 華富南選區及華富北選區 |
| 華貴邨    | 華貴選區               | 華貴選區               | 華貴選區               | 華貴選區               | 華貴選區               | 華貴選區               |

註：華貴邨由於與華富邨相隔一個山坡，沒有道路連接兩邨，所以華貴邨交通主要利用田灣海旁道，而華富邨則利用華富道及石排灣道前往各區。